# 坂下昇 (アメリカ文学者)
坂下 昇（さかした のぼる、1917年3月6日 - 没年不明）は、日本のアメリカ文学者、翻訳家。

## 人物・来歴
鹿児島県生まれ。1943年東京帝国大学文学部卒。
戦後通商産業省勤務を経て、1952年ニューヨーク大学大学院法学研究科修了、1965年までビジネスマンとして滞米。
淑徳短期大学教授を務め、メルヴィル全集を独自の訳語で翻訳、1983年日本翻訳文化賞を受賞した。

## 著書
- 『アメリカニズム 言葉と気質』（岩波新書） 1979
- 『アメリカン・スピリット』（講談社現代新書） 1981
- 『現代米語コーパス辞典』（講談社現代新書） 1983
- 『現代米語慣用句コーパス辞典』（講談社現代新書） 1984
- 『オカルト』（講談社現代新書） 1986
- 水上峰雄・高田正純 共編著『アメリカの雑誌を読むための辞書』（新潮選書） 1980

## 翻訳
- 『ヴィクトリア女王』（リットン・ストレェイチイ、三邦出版社） 1941
- 『エブラハム・リンカーン』全3巻（カール・サンドバーグ、新潮社） 1972
- 『穀物戦争　アメリカの「食糧の傘」の内幕』（ジェームズ・トレーガー、東洋経済新報社）1975
- 『グリーン家殺人事件』（ヴァン・ダイン、講談社文庫） 1975
- 『殺しはフィレンツェ仕上げで』（ハーシュバーク、講談社文庫） 1976
- 『バック・ファンショーの葬式 他13篇』（マーク・トウェイン、岩波文庫） 1977
- 『トム・ソーヤの冒険』（マーク・トウェイン、講談社文庫） 1978
- 『さらばいとしのローズ』（ジャン・ポッツ、講談社文庫） 1979
- 『リンカーンの時代 危機に立つアメリカ民主主義』（アラン・ネヴィンズ、講談社） 1981
- 『ホーソーン短篇小説集』（ナサニエル・ホーソーン、岩波文庫） 1993

### ハーマン・メルヴィル
- 『白鯨 モビー・ディック』上・下（ハーマン・メルヴィル、講談社文庫） 1973
- 『ビリー・バッド』（ハーマン・メルヴィル、岩波文庫） 1976
- 『幽霊船』（ハーマン・メルヴィル、岩波文庫） 1979 - 他は「バートルビー」
- 『メルヴィル全集 第1巻 タイピー』（国書刊行会） 1981、福武文庫 1987
- 『メルヴィル全集 第2巻 オムー』（国書刊行会） 1982
- 『メルヴィル全集 第3・4巻 マーディ』（国書刊行会） 1981
- 『メルヴィル全集 第5巻 レッドバーン』（国書刊行会） 1982
- 『メルヴィル全集 第6巻 白いジャケツ』（国書刊行会） 1982
- 『メルヴィル全集 第7・8巻 白鯨』（国書刊行会） 1982
- 『メルヴィル全集 第9巻 ピエール』（国書刊行会） 1981、単行版1999
- 『メルヴィル全集 第10巻 ビリー・バッド他』（国書刊行会） 1982
- 『メルヴィル全集 第11巻 信用詐欺師』（国書刊行会） 1983